# Rudi Bloemgarten
Rudolf (Rudi) Bloemgarten (Maastricht, 7 mei 1920 – Overveen, 1 juli 1943) was een Nederlandse verzetsstrijder tijdens de Tweede Wereldoorlog.
Rudi Bloemgarten was joods en student medicijnen aan de Universiteit van Amsterdam. Nadat de joodse studenten niet langer aan de universiteit welkom waren, dook hij onder en begon met valse papieren mee te werken in het verzet. 
Zo werkt hij onder meer samen met Jacoba van Tongeren van Groep 2000.
Begin 1943 probeerde hij Jan Feitsma, een NSB'er die een jaar eerder benoemd was tot de procureur-generaal van Amsterdam, te vermoorden waarbij Feitsma's zoon zwaargewond raakte.
Hij was een van de deelnemers aan de aanslag op het Amsterdams Bevolkingsregister (1943) aan de Plantage Middenlaan te Amsterdam. Onder leiding van Gerrit Jan van der Veen en samen met Willem Arondeus, Johan Brouwer, Sam van Musschenbroek, Coos Hartogh, Henri Halberstadt, Karl Gröger, Guus Reitsma, Koen Limperg, Sjoerd Bakker, Cornelis Barentsen en Cornelis Roos drong hij vermomd als politieman op 27 maart 1943 het gebouw binnen en blies met explosieven het pand op. Door verraad pakte de Sicherheitsdienst de meeste plegers en helpers binnen twee weken op.
De eerste poging om Bloemgarten te arresteren was in Garderen, waar hij een kamer huurde. Bloemgarten schoot de arrestant neer en ging er vandoor. Door verraad werd hij kort daarna in Den Haag alsnog gearresteerd. Twaalf van de aanslagplegers werden op 1 juli geëxecuteerd, onder wie schilder en schrijver Willem Arondeus, de schrijver Johan Brouwer, de architect Koen Limperg en Bloemgarten.
Bloemgarten was verloofd met Hanny Levy. Zij ontsnapte uit Westerbork met hulp van Werner Stertzenbach en Trudy van Reemst, en overleefde de oorlog. In 2003 was ze aanwezig bij de presentatie van Het Verlaten Hotel, een boek waarin zij een van de hoofdrollen heeft.
In Amsterdam in het stadsdeel Osdorp is een straat in de verzetsheldenbuurt naar hem vernoemd, de Rudi Bloemgartensingel.